# Hans Moser

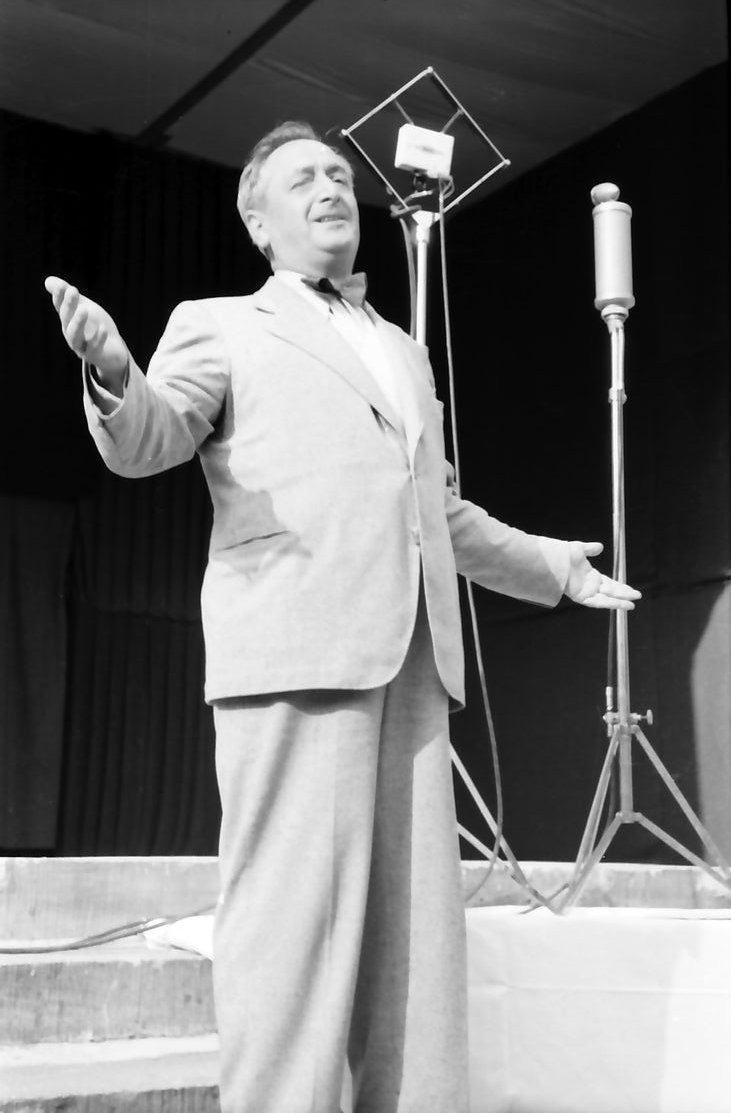
Hans Moser, 1942

Hans Moser (* 6. August 1880 in Wien, Österreich-Ungarn; † 19. Juni 1964 ebenda) war ein österreichischer Volksschauspieler und -sänger. Sein bürgerlicher Name war Johann Julier. Fälschlich werden oft auch Jean Julier oder Jean Juliet als amtliche Namen genannt.

## Leben

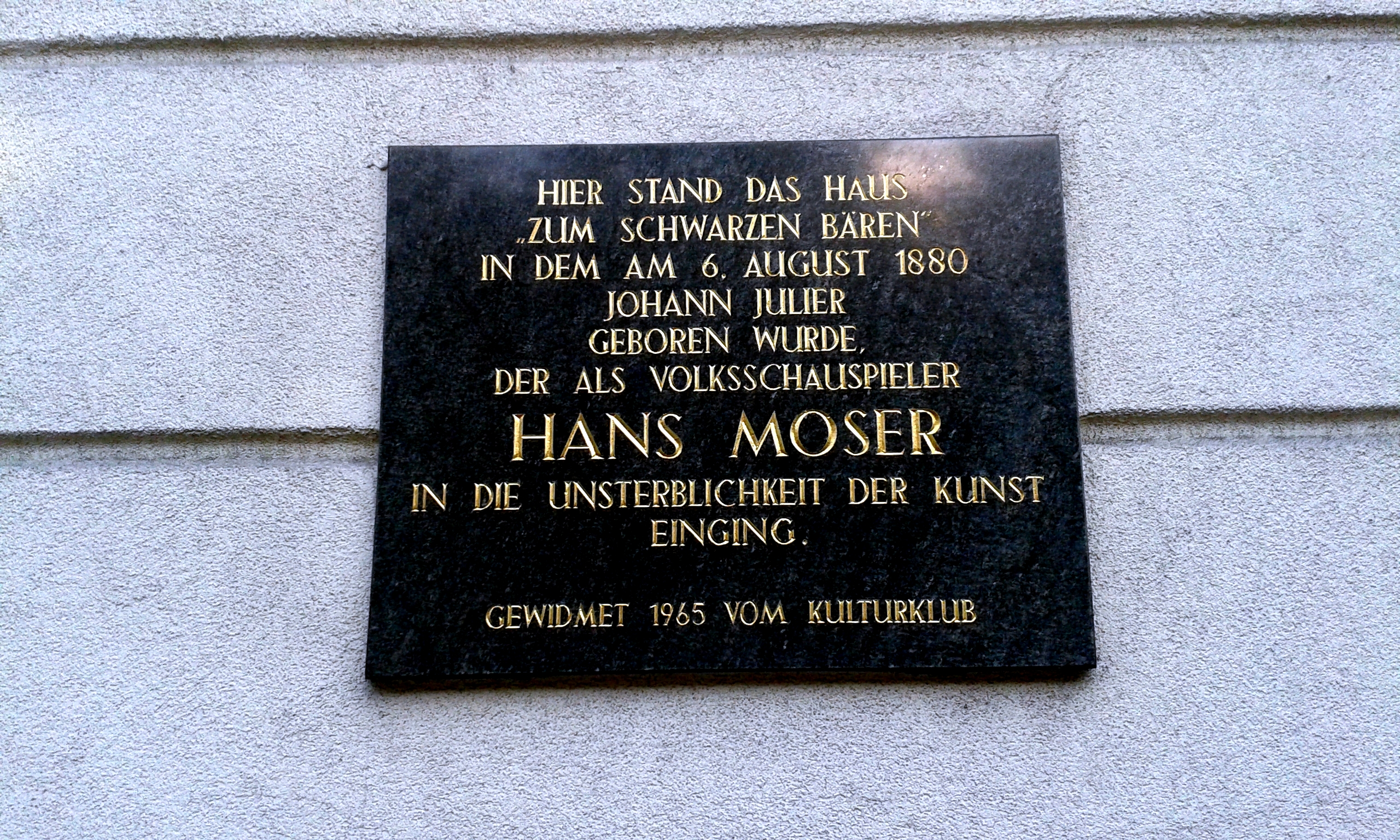
Gedenktafel in Wien

Johann Julier war das dritte von vier Kindern des französischstämmigen Ungarn Franz Julier (1838–1898), eines akademischen Bildhauers, und seiner Frau Serafina (1852–1912), die ein Milchgeschäft am Wiener Naschmarkt betrieb. Er wuchs in Wien-Margareten auf. Am nachfolgenden Haus Rechte Wienzeile 93–95, wo sich heute das Hotel Ananas befindet, ist eine Gedenktafel angebracht. Bereits als Kind träumte Moser von der Bühne, seine Eltern waren jedoch gegen eine Schauspielkarriere. Ihrem Wunsch entsprechend begann der spätere Darsteller eine Buchhalterlehre in einem Lederwarengeschäft.

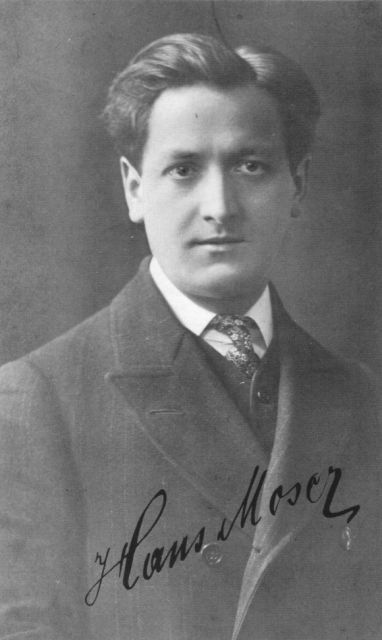
Hans Moser im Jahre 1902

Der junge Johann Julier erhielt Sprechunterricht beim Hofschauspieler Josef Moser, dessen Familiennamen er als Künstlernamen annahm. Anschließend zog er mit Wanderbühnen durch das Land. 1897 hatte er ein erstes Engagement am Stadttheater Reichenberg in Böhmen. Im Jahr 1903 folgte mit der Berufung an das angesehene Theater in der Josefstadt, das damals von Josef Jarno geleitet wurde, der scheinbare Durchbruch. Er scheiterte jedoch, da sein Aussehen und seine Körpergröße von 1,57 m ihn für die seinem Alter gemäßen Liebhaber-Rollen ungeeignet machten. Daher zog er 1907 erneut mit Wanderbühnen durch die Länder Österreich-Ungarns; ab 1910 hatte er kleinere Revue-, Kabarett- und Theaterengagements in Wien. Am 5. August 1911 heiratete er die aus einer jüdischen Familie stammende Blanka (später: Blanca) Hirschler (1890–1974). 1913 wurde ihre Tochter Margarete geboren. In diesem Jahr hatte er seine ersten Erfolge in Solorollen als Komiker in der Kellerbühne „Max und Moritz“ im St. Annahof (Wien).

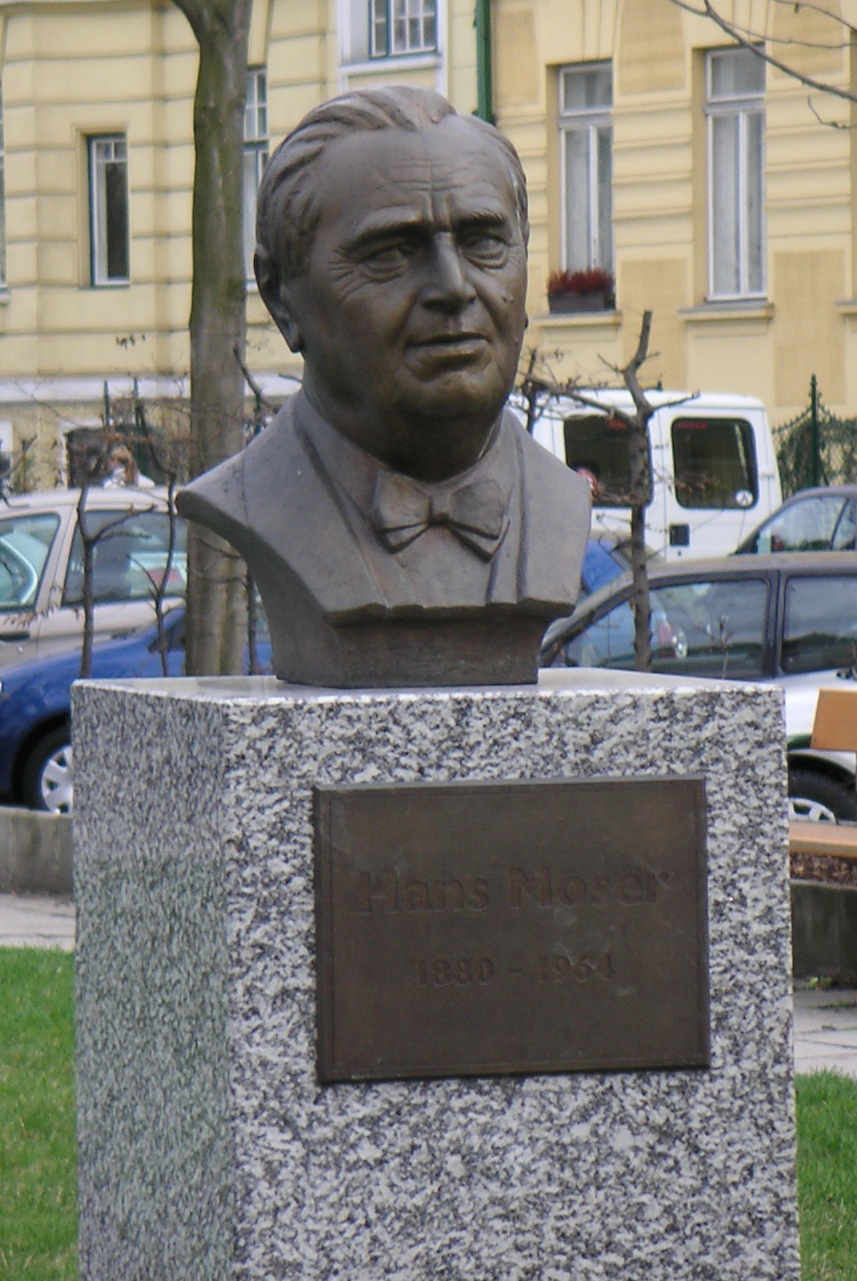
Büste im Hans-Moser-Park im Wiener Gemeindebezirk Hietzing

Im Ersten Weltkrieg diente er an der Isonzo-Front bei den Deutschmeistern und lenkte seine Kameraden mit Späßen so vortrefflich vom grausamen Kriegsalltag ab, dass er von nun an seine Zukunft im komischen Fach sah. Nach dem Krieg hatte er regelmäßig Auftritte in den Wiener Kabaretts „Budapester Orpheum“, „Reklame“, „Hölle“, „Leopoldi-Wiesenthal“ und in Heinrich Eisenbachs „Intimem Theater“. Fritz Löhner-Beda schrieb 1922 für ihn den Solo-Einakter Ich bin der Hausmeister vom Siebenerhaus. 1923 wurde schließlich Robert Stolz auf ihn aufmerksam und engagierte ihn für eine Revue im Ronachertheater. Zwei Jahre später holte Max Reinhardt den Schauspieler zurück an das Theater in der Josefstadt, wo er in Stücken von Johann Nestroy, Arthur Schnitzler und Ödön von Horváth spielte. 1925 erschien auch der erste Artikel über Mosers Schaffen in der Neuen Freien Presse, wo man ihn als jüngsten und letzten wienerischen Hanswurst bezeichnete.
Er wurde sehr schnell Reinhardts Lieblingsschauspieler und begleitete diesen auf seiner USA-Tournee 1927/28, wo er im Sommernachtstraum unter anderem am New Yorker Broadway zu sehen war. In Wien nannte man ihn bald schon nur noch Der Moser – so wie man einst vom beliebten Schauspieler und Komiker Alexander Girardi als Der Girardi gesprochen hatte. Moser wurde zum vielbeschäftigten Schauspieler und Komiker an den Wiener Bühnen. Dort spielte er nuschelnd, polternd, raunzend (Wiener Eigenart des Lästerns und Jammerns) und mit kreisenden Bewegungen kauzige Typen, meistens Diener oder andere Kleinbürger wie Greißler, Schneider und Hausknechte, aber auch Zirkusfiguren. 1922 übernahm er die Rolle eines Notars in Kleider machen Leute, anschließend folgten auch kleinere Rollen in Stummfilmen. Große Bekanntheit erreichte er auch mit seiner Rolle als „stummer“ Dienstmann in Die Familie ohne Moral. Aber erst im Tonfilm konnte er seine ganze Originalität, wie er sie bereits im Theater gezeigt hatte, entfalten. Die erste Rolle in einem Tonfilm erhielt er 1930 als Nebendarsteller in Geld auf der Straße.
Hans Moser stellte in seinen Filmen häufig Personen dar, die im Laufe der Handlung eine starke Wandlung vollziehen. So spielt er in Das Gäßchen zum Paradies einen Hundefänger, der zum Hundefreund wird, in Anton, der Letzte einen grenzenlosen Bewunderer des Adels, der zum Anwalt des kleinen Mannes mutiert, in Das Ferienkind einen vergrämten Pensionisten, der einst seine eigene Tochter wegen der Wahl ihres Ehemannes verstoßen hatte und durch seinen Enkel zum liebevollen Großvater wird, und in Der Herr Kanzleirat einen alten Frauenfeind, der auf seine späten Tage einer jungen Frau verfällt.

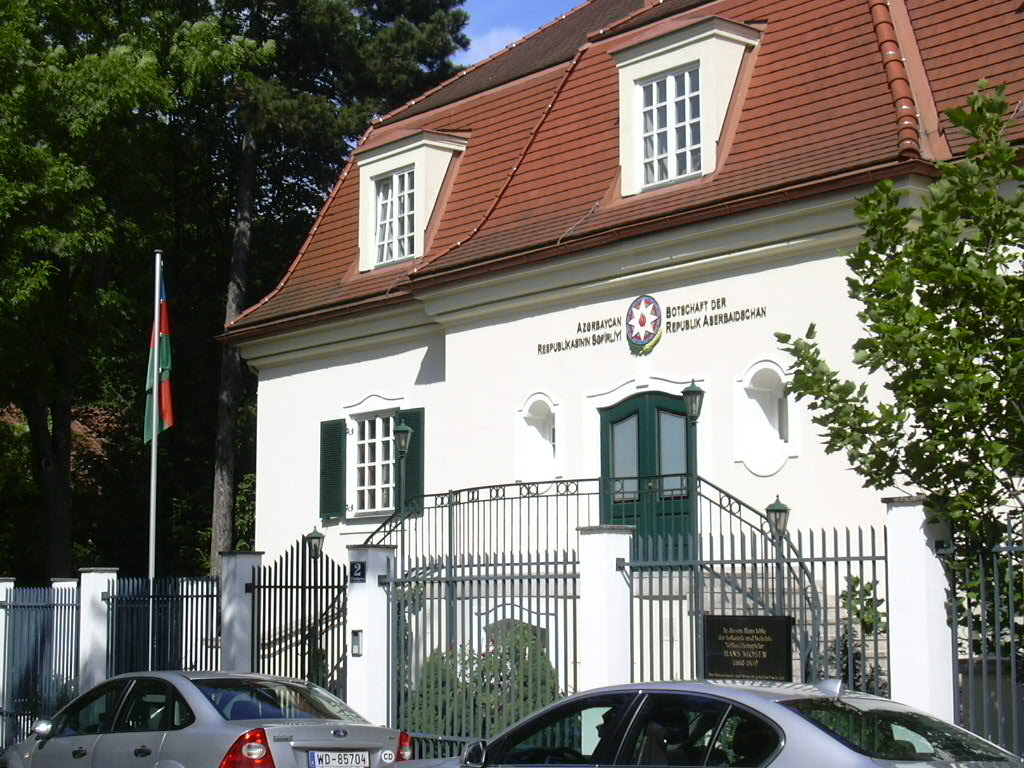
Hans Mosers Villa in Wien-Hietzing, Auhofstraße 76–78, Eingang Hügelgasse 2, heute Botschaft der Republik Aserbaidschan, mit Gedenktafel

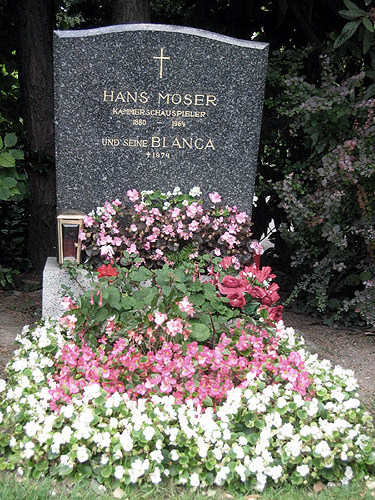
Ehrengrab auf dem Wiener Zentralfriedhof (32C-27)

In der Zeit des Nationalsozialismus weigerte sich Moser, einer Scheidung von seiner jüdischen Frau zuzustimmen. 1939 musste sie nach Ungarn emigrieren, Mosers Tochter, die bereits verheiratet war, wanderte nach Argentinien aus. Nur aufgrund seiner Popularität konnte Moser trotz seiner Ehe weiterhin als Filmschauspieler in deutschen Filmen tätig sein. Moser stand 1944 in der Gottbegnadeten-Liste des Reichsministeriums für Volksaufklärung und Propaganda.
Nach dem Zweiten Weltkrieg lebte das Ehepaar wieder zusammen in der Villa in Wien-Hietzing, Auhofstraße 76–78.
Nach Kriegsende war Moser unter anderem am Wiener Burgtheater engagiert, wo er besonders für seine Verkörperung des Weiring in Arthur Schnitzlers Liebelei höchstes Lob von Kritik und Publikum errang.
Im Jahr 1961 spielte Moser für eine österreichische TV-Version noch einmal den Zauberkönig in Ödön von Horváths Geschichten aus dem Wiener Wald, den er bereits 1931 bei der Uraufführung in Berlin verkörpert hatte. Am 19. Juni 1964 starb Hans Moser im Alter von 83 Jahren an Lungenkrebs. Er wurde auf dem Wiener Zentralfriedhof begraben, Trauergäste waren Franz Jonas, Paul Hörbiger, Paula Wessely mit Tochter Christiane Hörbiger. 1974 wurde seine Ehefrau Blanca ebenfalls auf dem Zentralfriedhof bestattet.
Häufige Filmpartner Mosers waren Theo Lingen und Paul Hörbiger, mit dem er auch befreundet war.
Moser war auch ein beliebter Sänger von Wienerliedern. Das bekannteste dürfte Die Reblaus sein. Seine markant nuschelnde Stimme wird auch heute noch von Stimmenimitatoren im Kabarett und zu Werbezwecken eingesetzt. Die zeitgenössische Presse sprach bisweilen von „Nuschel-Moser“.
Entgegen einer häufigen Vermutung leitet sich der Ausdruck „mosern“ bzw. „rummosern“ nicht von Hans Moser ab, sondern von dem jiddischen bzw. rotwelschen gleichbedeutenden „mossern“. Im wienerischen Dialekt ist der Ausdruck „mosern“ kaum gebräuchlich, hier heißt es stattdessen „raunzen“ oder „motschgern“.

## Erbschaftsstreit Mutter gegen Tochter
Die gemeinsame Tochter Margarete emigrierte, nachdem sie 1935 den rumänischen Kaufmann Martin Hasdeu geheiratet hatte, den langjährigen Liebhaber der Mutter, nach Argentinien. Im Juli 1948 reiste Hans Moser nach Südamerika zu seiner Tochter, wo er auch ein Gastspiel an der Freien Deutschen Bühne in Buenos Aires gab. Die Tochter bat ihre Eltern um einen Vorschuss auf ihr Erbe, um eine Existenz in Buenos Aires aufzubauen. Ihre Mutter verzieh ihr das und das Ausspannen des rumänischen Liebhabers nie. Als Margarete 1963 nach dem Tod ihres Kindes einen argentinischen Jungen adoptierte, vertiefte sich der Konflikt. 1971 enterbte ihre Mutter sie. Nach dem Tod der Mutter 1974 zog Margarete gegen die Enterbung vor Gericht. Erst nach 15 Jahren Rechtsstreit erhielt sie den Pflichtanteil des väterlichen Erbes von 12 Millionen Schilling, starb aber ein halbes Jahr später. Blanca Moser vermachte den größten Teil des Vermögens der „Hans und Blanca Moser-Stiftung“.

## Filmografie (Auswahl)
Stummfilme
- 1918: Das Baby
- 1923: Hoffmanns Erzählungen
- 1924: Die Stadt ohne Juden
- 1924: Ssanin
- 1925: Das Spielzeug von Paris
- 1926: Der Feldherrnhügel
- 1926: Schützenliesel
- 1927: Die Familie ohne Moral
- 1927: Madame wagt einen Seitensprung
- 1928: Die Lamplgasse

Tonfilme
- 1930: Geld auf der Straße
- 1930: Liebling der Götter
- 1931: Der verjüngte Adolar
- 1931: Ehe mit beschränkter Haftung
- 1931: Man braucht kein Geld
- 1931: Eine Nacht im Grandhotel
- 1932: Ein angenehmer Patient
- 1933: Madame wünscht keine Kinder
- 1933: Leise flehen meine Lieder
- 1933: Der große Trick
- 1933: Kurzschluß
- 1933: Fuchs auf der Hetzjagd
- 1934: Maskerade
- 1934: Die Töchter Ihrer Exzellenz
- 1934: Frasquita
- 1934: Polenblut
- 1934: Karneval und Liebe
- 1934: Der junge Baron Neuhaus
- 1934: Hohe Schule
- 1934: Vorstadtvarieté
- 1935: Der Himmel auf Erden
- 1935: Frühjahrsparade
- 1935: Familie Schimek
- 1935: Knox und die lustigen Vagabunden (Zirkus Saran)
- 1935: Winternachtstraum
- 1935: … nur ein Komödiant
- 1935: Die ganze Welt dreht sich um Liebe
- 1935: Die Fahrt in die Jugend
- 1935: Eva
- 1935: Endstation
- 1935: Buchhalter Schnabel (Ein junger Herr aus Oxford )
- 1936: Burgtheater
- 1936: Das Gäßchen zum Paradies
- 1936: Ungeküsst soll man nicht schlafen geh’n
- 1936: Schabernack
- 1936: Konfetti (Confetti)
- 1936: Hannerl und ihre Liebhaber
- 1936: Alles für Veronika (Fräulein Veronika)
- 1937: Die verschwundene Frau
- 1937: Der Mann, von dem man spricht
- 1937: Die glücklichste Ehe der Welt
- 1937: Die unentschuldigte Stunde
- 1937: Mein Sohn, der Herr Minister
- 1937: Die Fledermaus
- 1937: Mutterlied
- 1938: Immer, wenn ich glücklich bin
- 1938: Die unruhigen Mädchen (Finale)
- 1938: Kleines Bezirksgericht
- 1938: Es leuchten die Sterne
- 1938: Dreizehn Stühle
- 1939: Das Ekel
- 1939: Opernball (von Géza von Bolváry)
- 1939: Liebe streng verboten
- 1939: Menschen vom Varieté
- 1939: Anton der Letzte
- 1940: Wiener G’schichten
- 1940: Sieben Jahre Pech
- 1940: Der Herr im Haus
- 1940: Meine Tochter lebt in Wien
- 1940: Der ungetreue Eckehart
- 1940: Rosen in Tirol
- 1941: Wir bitten zum Tanz
- 1941: Liebe ist zollfrei
- 1942: Wiener Blut
- 1942: Einmal der liebe Herrgott sein
- 1942: Dove andiamo, signora?
- 1942: Sieben Jahre Glück
- 1943: Sette anni di felicità
- 1943: Maske in Blau
- 1943: Karneval der Liebe
- 1943: Abenteuer im Grandhotel
- 1943: Schwarz auf weiß
- 1943: Das Ferienkind
- 1943: Reisebekanntschaft
- 1944: Schrammeln
- 1944/49: Wiener Mädeln
- 1945/47: Der Millionär
- 1946: Renee XIV (unvollendet)
- 1946: Die Welt dreht sich verkehrt
- 1947: Der Hofrat Geiger
- 1948: Der Herr Kanzleirat
- 1948: Das singende Haus
- 1949: Um eine Nasenlänge
- 1949: Eins, zwei, drei – aus
- 1950: Der Theodor im Fußballtor
- 1950: Jetzt schlägt’s 13 (Es schlägt 13)
- 1950: Küssen ist keine Sünd
- 1950: Es liegt was in der Luft
- 1951: Zwei in einem Auto
- 1952: Hallo Dienstmann
- 1952: 1. April 2000
- 1952: Wir werden das Kind schon schaukeln (Schäm dich, Brigitte)
- 1952: Du bist die Rose vom Wörthersee
- 1953: Der Onkel aus Amerika
- 1953: Einmal keine Sorgen haben
- 1954: Hollandmädel
- 1954: Kaisermanöver
- 1954: Verliebte Leute
- 1955: Ja, so ist das mit der Liebe (Ehesanatorium)
- 1955: Die Deutschmeister
- 1955: Ja, ja, die Liebe in Tirol
- 1955: Die Drei von der Tankstelle
- 1955: Der Kongreß tanzt
- 1956: Symphonie in Gold
- 1956: …und wer küßt mich? (Ein Herz und eine Seele)
- 1956: Lumpazivagabundus
- 1956: Opernball
- 1956: Meine Tante – deine Tante
- 1956: Kaiserball
- 1956: Solange noch die Rosen blühn
- 1956: Roter Mohn
- 1957: Ober, zahlen!
- 1957: Vier Mädels aus der Wachau
- 1957: Die unentschuldigte Stunde
- 1957: Die Zwillinge vom Zillertal
- 1957: Die Lindenwirtin vom Donaustrand
- 1957: Heute blau und morgen blau
- 1958: Hallo Taxi
- 1958: Solang’ die Sterne glüh’n (Zirkuskinder)
- 1958: Ooh … diese Ferien
- 1958: Gräfin Mariza
- 1958: Der Sündenbock von Spatzenhausen
- 1958: Liebelei (Fernsehfilm)
- 1959: Herrn Josefs letzte Liebe
- 1959: Die schöne Lügnerin
- 1961: Geschichten aus dem Wiener Wald (Fernsehfilm)
- 1961: Mariandl
- 1961: … und du mein Schatz bleibst hier
- 1961: Höllenangst (Fernsehfilm)
- 1961: Der Bauer als Millionär
- 1962: Die Fledermaus
- 1962: Kaiser Joseph und die Bahnwärterstochter (Fernsehfilm, 1963 auch Kinoeinsatz in Österreich)
- 1962: Der verkaufte Großvater
- 1962: Drei Liebesbriefe aus Tirol
- 1962: Kleine Leut' aus Wien (Episode Höhere Gewalt) (Fernsehkurzfilm)
- 1962: Mariandls Heimkehr
- 1963: Liliom (Fernsehfilm)
- 1963: Leutnant Gustl (Fernsehfilm)
- 1963: Applaus für Smetana (Fernsehkurzfilm)
- 1964: Das Leben ist die größte Schau – Seltsame Geschichten und komische Begebenheiten (Fernsehspecial in zwei Teilen, Moser in Teil zwei)
- 1964: Die bess'ren älteren Herrn (Fernsehspecial)

## Diskographische Hinweise
- Servus Wien (mit Paul Hörbiger, 1964, letzte veröffentlichte Aufnahme mit Hans Moser)

## Auszeichnungen und Ehrungen

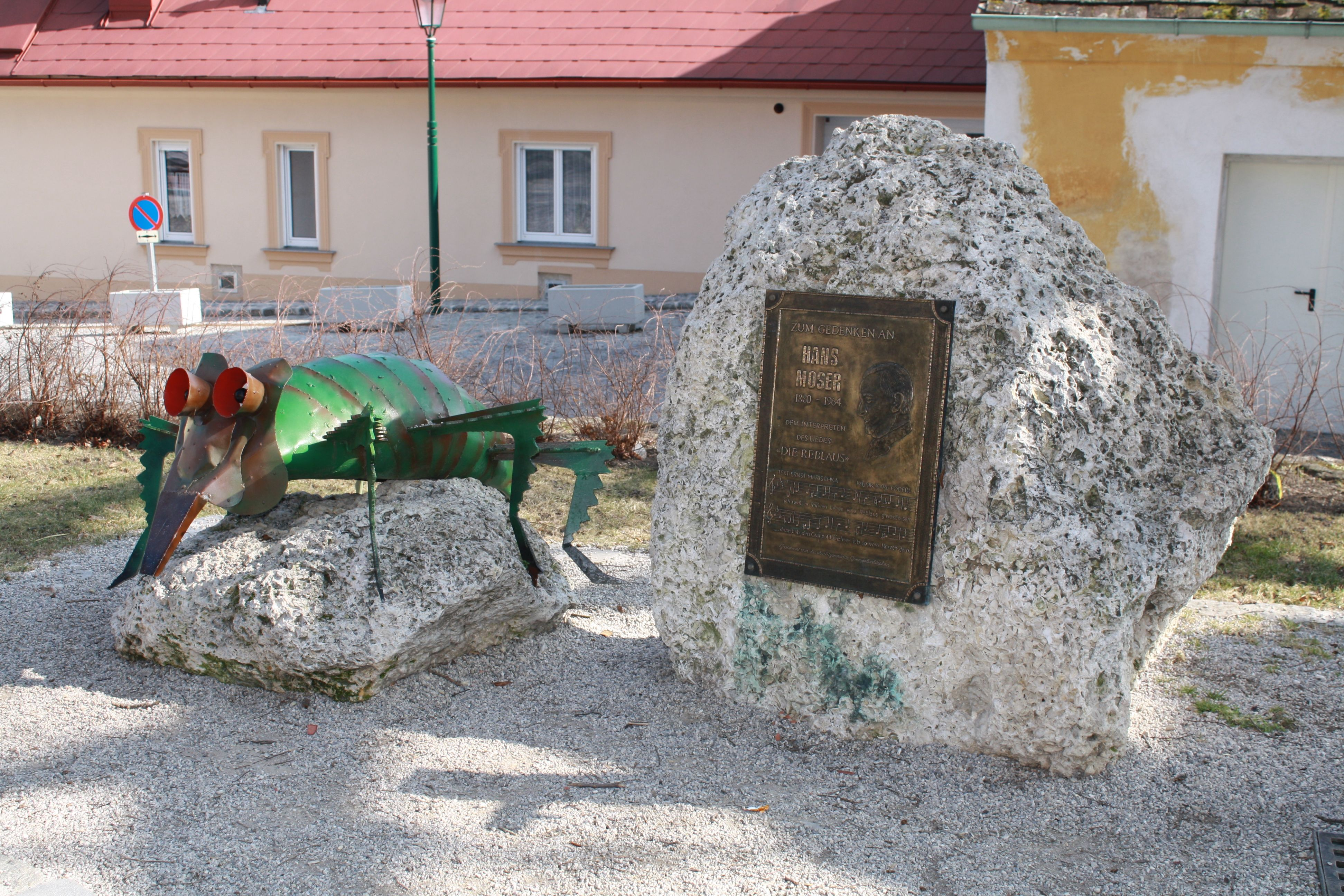
Denkmal für Hans Moser in Gumpoldskirchen

- 1950: Ehrenring der Stadt Wien für Mosers besondere künstlerische Leistungen und damit seine Verdienste um die Stadt. Die Verleihung des Ehrenrings wurde am 29. September 1950 vom Wiener Gemeinderat beschlossen. Am 13. Juni 1951 überreichte Bürgermeister Theodor Körner den Ring anlässlich von Mosers Vollendung des 70. Lebensjahres.
- 1961: Kainz-Medaille
- 1961: Ernennung zum Kammerschauspieler
- 1962: Filmband in Gold für langjähriges und hervorragendes Wirken im deutschen Film
- 1998: Benennung des Hans-Moser-Parks sowie der Gasse Am Hans-Moser-Park in Wien-Hietzing
- 2014: Im Comicbuch Der Blöde und der Gscheite – Die besten Doppelconferencen (Amalthea Signum Verlag | Zeichnungen: Reinhard Trinkler | Text: Hugo Wiener) hat Hans Moser an der Seite seines langjährigen Filmpartners Paul Hörbiger als gezeichnete Figur eine Hauptrolle

## Film über Moser
- Hans Moser ganz Privat. BRD, 1961. 15 Min., Regie: Jacques Renard. ARD Ein Besuch von Peter Frankenfeld bei Hans Moser. Erstsendung 6. Juli 1961.
- Das war Hans Moser – Erinnerungen an einen großen Komödianten. Dokumentarfilm, BRD/Österreich, 1969, 60 Min., Regie: Helmut Dimko. Sendung des ZDF/ORF zum 5. Todestag. Erstsendung: 26. Juli 1969 (ZDF)
- Hans Moser, Reihe: Sterne die vorüberzogen, Erstsendung: 2. Mai 1977 (WDR)
- Thema: Hans Moser, Reihe: Alles oder Nichts, Erstsendung: 28. Januar 1986 (ARD)
- Der ewige Dienstmann – Hans Moser im Porträt. Dokumentarfilm, Österreich, 50, 2010, S. 50 Min., Buch und Regie: Wolfgang Liemberger, Produktion: Thalia-Film, ORF, 3sat, Reihe: zeit.geschichte, Erstsendung: 21. August 2010 bei ORF III, Inhaltsangabe von ORF, Video im Videoarchiv – Internet Archive Unter anderem mit Senta Berger, Christoph Waltz, Otto Schenk, Waltraut Haas, Karl Merkatz, Lotte Michner (Hans Mosers Nichte).